# 南头古城博物馆

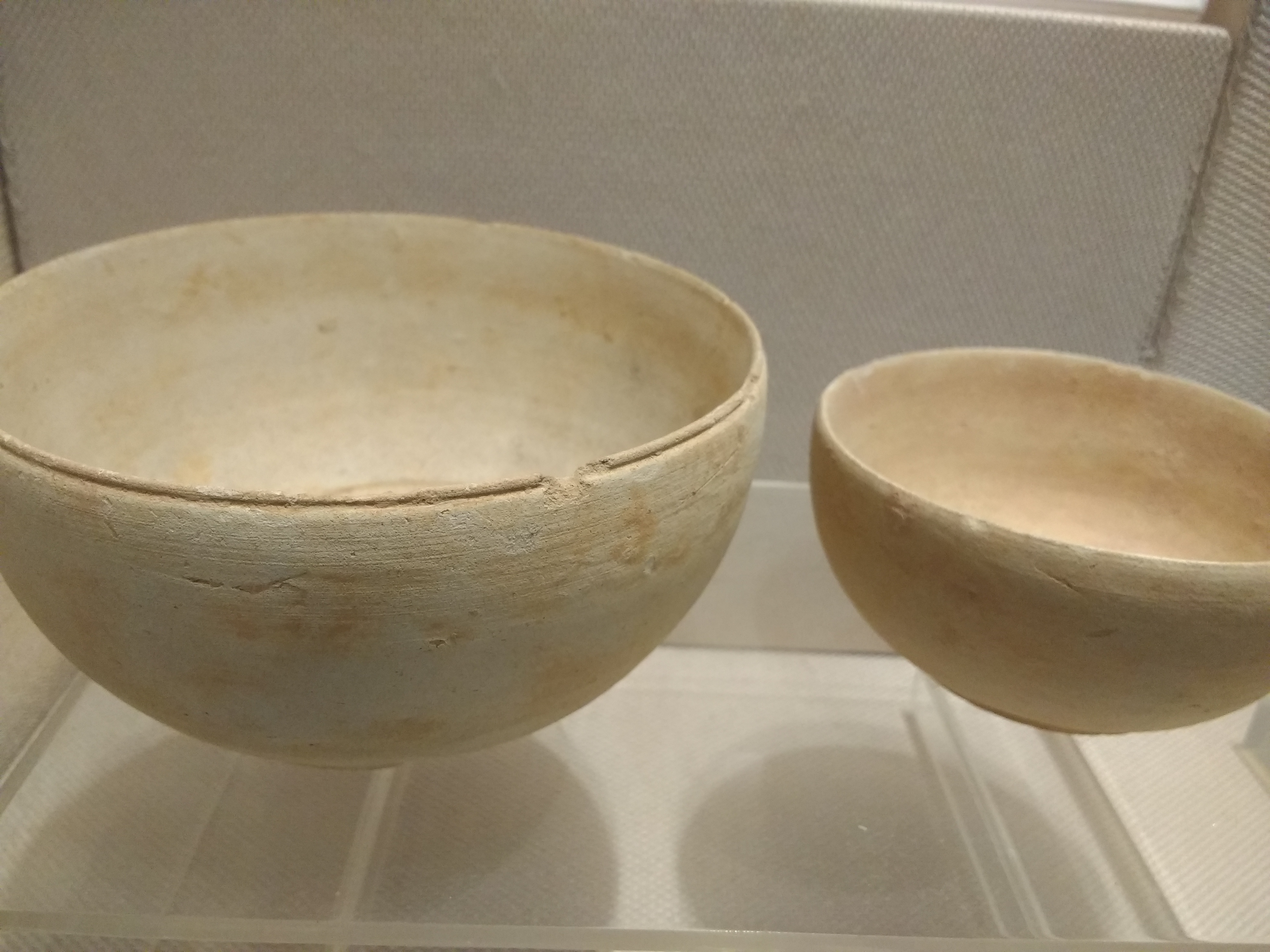

南头古城博物馆位于中华人民共和国广东省深圳市南山区南头较场二号南头古城内，馆高二层，共有3个展厅，主要展示新石器时期至近代的宝安县（旧称新安县）文物与图片，门票免费，开放时间为每天09:30-17:30（公众假日除外）。

## 概况
南头古城博物馆所处建筑物为1950年建立的宝安县政府，于2002年11月8日批准立项，2004年9月挂牌开馆。南头古城博物馆与南头古城垣、信国公文氏祠、深圳育婴堂等6处文物保护单位一并开放。博物馆三个展区分类集中陈列咸头岭新石器时代遗址、屋背岭商代墓群、屯门海战、日军入侵等文物和图片。

## 公交线路
| 行经巴士路线一览 | 行经巴士路线一览      | 行经巴士路线一览      | 行经巴士路线一览       | 行经巴士路线一览      |
| 编号             | 路线                  | 路线                  | 路线                   | 备注                  |
| ---------------- | --------------------- | --------------------- | ---------------------- | --------------------- |
| 42               | 月亮湾公交综合车场    | ⇆                     | 世界之窗总站           |                       |
| 328              | 君子布公交首末站      | ⇆                     | 南山汽车总站           |                       |
| M371             | 已于2023年8月29日停办 | 已于2023年8月29日停办 | 已于2023年8月29日停办  | 已于2023年8月29日停办 |
| M435             | 沙井公交场站          | ⇆                     | 世界之窗地铁公交接驳站 | 原 301A               |
| M506             | 中山园场站            | ⇆                     | 深圳湾口岸A停车场      | 原 B813               |
| 高峰专线62       | 南头总站              | ⇆                     | 福田高铁站             |                       |